# Лимничка ерупција
Језерска ерупција или лимничка ерупција представља изузетно редак облик природне катастрофе током које се велике количине раствореног угљен-диоксида са дна неке језерске депресије изненада у виду снажне ерупције ослобађају у атмосферу узрокујући велика разарања како на самом језеру, тако и у непосредној околини. Такав вид ерупције је често праћен и снажним цунами таласима чији покретач је управо угљен-диоксид са дна језера. Језера која су потенцијална жаришта оваквих ерупција називају се лимноактивним или експлозивним језерима. Лимноактивна језера садрже велике количине угљен-диоксида, обично су јако дубока што доводи до великих разлика у температури језерске воде (посебно је та разлика очита између површинског слоја и дна). Научници верују да окидачи за овакве ерупције могу бити друге природне катастрофе попут земљотреса или вулканских ерупција, али и други видови снажних експлозија у близини језера. 
До сада је овакав вид природне катастрофе директно регистрован у два наврата, оба пута у Камеруну. Прва лимничка ерупција регистрована је 1984. на језеру Монун и том приликом је страдало 38 становника, док се друга ерупција десила две године касније на суседном језеру Њос. Приликом ерупције језера Њос у атмосферу је испуштено око 80 милиона метара кубних CO2, а страдало је око 1.700 особа и преко 3,5 хиљада грла стоке.
Језеро презасићено 2 понаша се на исти начин као и лименка са газираним пићем. Све док су физички услови стабилни (температура воде, притисак и сл) не долази до ерупције, иако је језеро презасићено угљен-диоксидом само по себи веома нестабилно. Претпоставља се да је узрок лимничке ерупције језера Њос било клизиште које је изненада променило притисак у самом језеру и довело до промене температуре језерске воде на дну. Како је угљен-диоксид који се приликом ерупције ослободи из језера тежи од ваздуха он се спушта на површину и истискује кисеоник, што доводи до асфиксије (грч. α + σφύξις - без откуцаја срца) или гушења. Гас је уједно и веома хладан пошто долази са великих дубина и на жртвама узрокује смрзлине.
Један од начина за спречавање ових природних катастрофа је дегасификација језера. Том приликом се путем сифона са дна језера ослобађају одређене количине угљен-диоксида што знатно повећава саму стабилност језера. Овај систем превентиве се данас користи на језеру Њос. 
Потенцијално највеће жариште за овакву катастрофу је језеро Киву на истоку Африке. Језеро је много већих и димензија и дубина (до 450 m) у односу на претходна два, и налази се у густо насељеном подручју, што би саму ерупцију учинило далеко катастрофалнијом. Поред CО2 у језеру се налазе и знатне количине још једног екплозивног гаса метана (CH4) што додатно повећава опасност. Потенцијални окидач за лимничку ерупцију језера Киву је изразито активни вулкан Њирагонго који се налази на свега 20-ак километара северно од језера. Професор Роберт Хек са Универзитета Мичиген потврдио је постојање оваквог вида ерупција на језеру Киву у геолошкој прошлости и проценио да се дешавају на сваких око хиљаду година. 